# Antenne T2FD
L'antenne T2FD ou TTFD Tilted Terminated Folded Dipole « dipôle plié à terminaison inclinée » appelée aussi Balanced Termination Folded Dipole BTFD « dipôle plié à terminaison équilibrée », également connue dans le monde radioamateur sous le nom antenne W3HH  désignée aussi ROS 3 antenna, est d'une utilisation générale en ondes courtes. Cette antenne a été développée à la fin des années 1940 par la Marine des États-Unis. L'antenne apériodique (sans résonance, sans vibration électrique) travaille dans une large gamme de fréquences avec un rendement constant dans toute la bande, sans direction marquée.

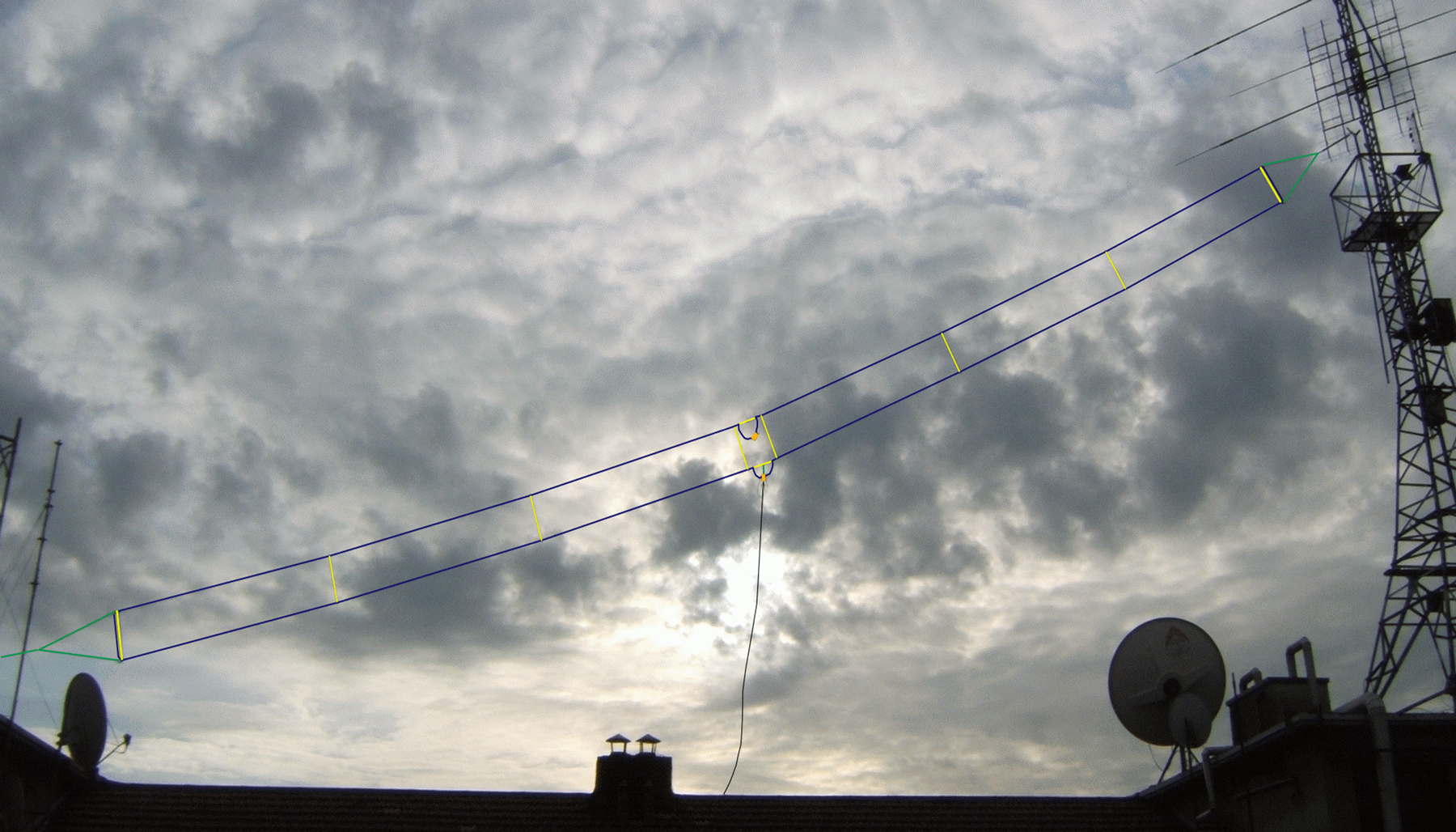
Antenne de 20 mètres de long T2FD, couvrant la bande 5-30 MHz.

## L'histoire
L'histoire de l'antenne T2FD se divise communément en trois phases différentes : 
1. Elle a d'abord été développée pour être utilisée comme une antenne à usage général sur les navires depuis les années 1940. Les essais réalisés à la base navale de San Diego pour être utilisée sur des navires de guerre, où la taille de l'antenne est limitée, mais où le plan de masse radiofréquence est spectaculairement efficace. Les propriétés de conception de l'antenne la rendent idéale pour une utilisation dans de petits espaces avec de grandes longueurs d'onde, où l'antenne ne peut être orientée dans une direction particulière et où le nombre d'antennes est limité par rapport au nombre de fréquences utilisées.
2. La conception est devenue publique dans les années 1950 et l'antenne a été modifiée pour la marine marchande, donc la pêche, pour les stations utilitaires puis avec le nom W3HH pour les radioamateurs, mais est tombée en désuétude chez les radioamateurs avec les antennes multibandes et l'adoption généralisée des émetteurs à faible impédance puis des alimentations d'antenne.
3. Avec l'avènement de plusieurs nouvelles bandes de fréquences radioamateurs qui ne sont pas des multiples pairs des bandes de fréquences existantes, l'antenne W3HH/T2FD a recommencé à attirer l'attention des radioamateurs (CMR 1979).

### Radioamateurs

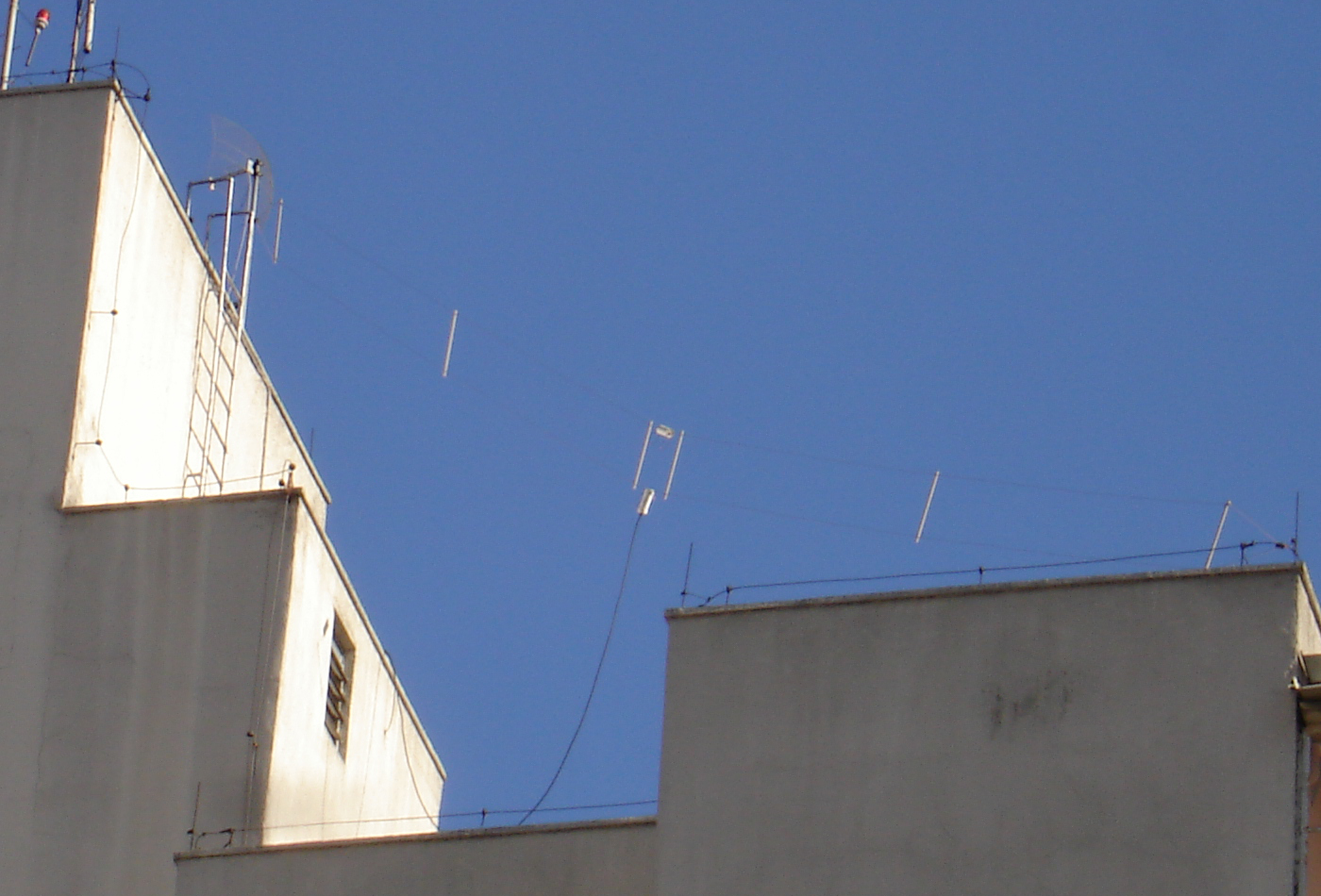
Antenne radioamateur W3HH, couvrant la bande 5-30 MHz.

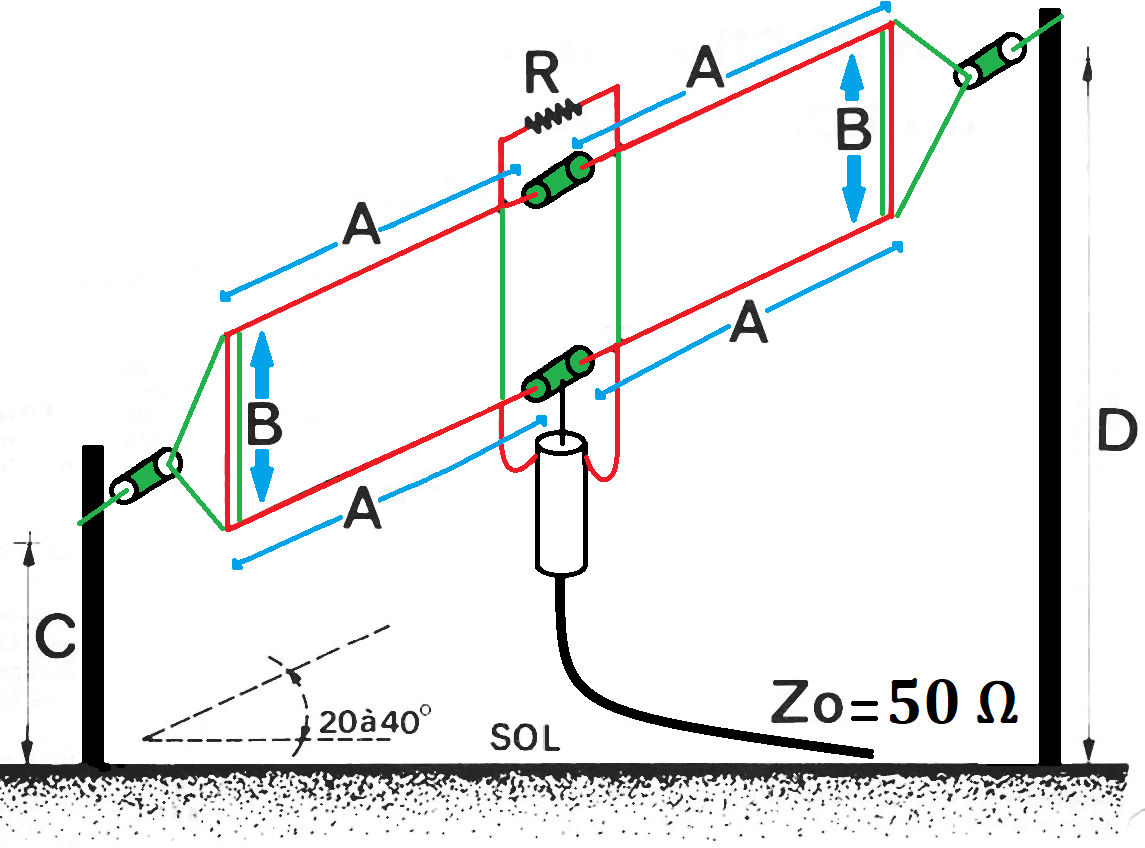
Schéma de l'antenne W3HH.

L'un des développeurs originaux de l'antenne marine, le Capitaine Gil L. Countryman, était aussi un radioamateur (W3HH). Il a présenté cette conception à d'autres radioamateurs au début des années 1950. Ce type d'antenne a été populaire au milieu du 20e siècle, mais son usage a chuté au cours de la dernière partie de ce siècle, avec la popularité croissante des longueurs d'onde courtes, qui nécessitent seulement des antennes dipôles plus courtes et d'un meilleur rendement. Le matériel transistorisé travaillant en faible impédance d'antenne (50 Ω ou 75 Ω) a contribué également à sa chute de popularité dans le monde radioamateur.
Depuis la fin des années 1980, les radioamateurs et les radioécouteurs en ondes courtes et en moyenne fréquence ont redécouvert cette antenne, notamment pour la réception de la radiodiffusion et pour les radiocommunications bidirectionnelles amateurs. 
Cette antenne est relativement moins sensible aux interférences radioélectriques artificielles, ce qui la rend utile dans les environnements urbains, où un niveau de bruit plancher faible est souhaitable ; le rapport : force du signal reçu au-dessus du bruit est meilleur. La T2FD est utile pour les systèmes intérieurs cachés, ou lorsque plusieurs antennes optimisées spécifiques à la fréquence ne peuvent pas être prises en charge. Par exemple : une antenne intérieure de seulement 7 mètres de long permettra un fonctionnement de 14 MHz à 60 MHz en transmission, et de 7 MHz à 60 MHz en réception. 

Antenne radioamateur W3HH Z=50 Ω. Angle au sol 20 à 40°. A(mètres) = 50/F(MHz) ,  B(mètres) = 3/F(MHz), C = 1,85 mètre.
- R = 800 Ω (pour présenter 800 Ω au symétriseur d'un rapport de 16:1)
- ou R = 650 Ω (pour présenter 600 Ω au symétriseur d'un rapport de 12:1)
- ou R = 390 Ω (pour présenter 300 Ω au symétriseur d'un rapport de 6:1).

### Utilisations
L'antenne est employée en flotte, en point à point en MF et HF et est utilisée pour l'usage :
- des ambassades,
- des ministères,
- les agences de presse (rarement),
- les services de secours,
- les militaires, radio militaire, Gendarmerie,
- les sociétés,
- la sécurité civile,
- la marine,
- l'aéronautique.

T2FD TTFD versions marine : 
- Pour la version maritime mobile : sur les navires l'antenne est utilisée pour transmettre avec 2 puissances normalisées : à 400 W (pour les caboteurs naviguant à moins de 600 km des côtes) ou à 1 500 W (pour les navires naviguant à moins de 3 000 km des côtes) dans la bande 1,95 MHz à 9 MHz et pour recevoir de 1,6 MHz à 9 MHz.
- Pour la version marine HF, (sur les navires en haute mer) l'antenne est utilisée pour transmettre avec une alimentation de 800 Ω et une puissance d'émission normalisée à 1 500 W dans la bande 4 MHz à 22,28 MHz et pour recevoir de 1,6 MHz à 22,85 MHz.

T2FD TTFD versions aéronautique : 
- Pour la version des stations fixes aéronautiques du contrôle du trafic aérien moyen courrier et long courrier le long des routes et des couloirs aériens des compagnies, l'antenne est utilisée pour recevoir et pour transmettre avec une puissance d'émission normalisée de 6 000 W dans la bande 2,85 MHz à 13,36 MHz ou dans la bande 3,4 MHz à 23,35 MHz.

### Radiocommunication de catastrophe

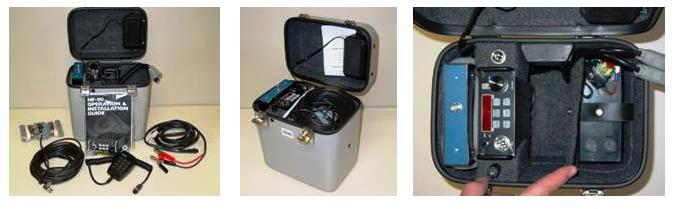
Station Q-MAC transportable pour les catastrophes avec antenne, émettrice de 30 W, boîte de couplage, accumulateur 12 V / 7 A.

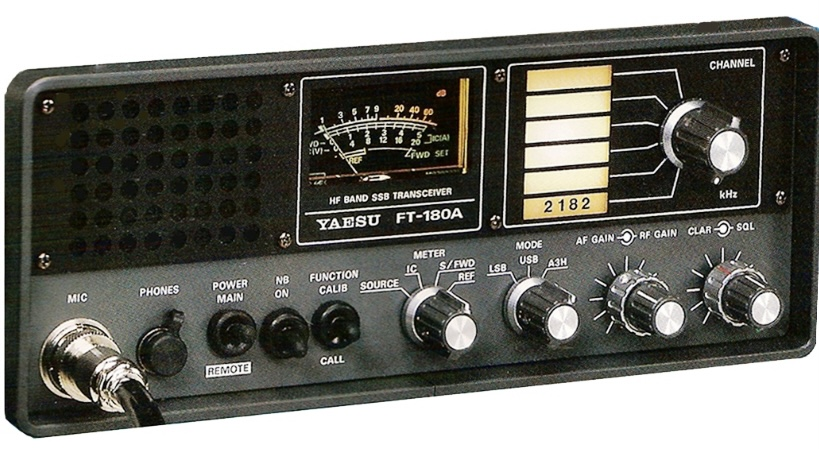
Émetteur-récepteur radiotéléphonique de catastrophe sur les bandes MF et HF.

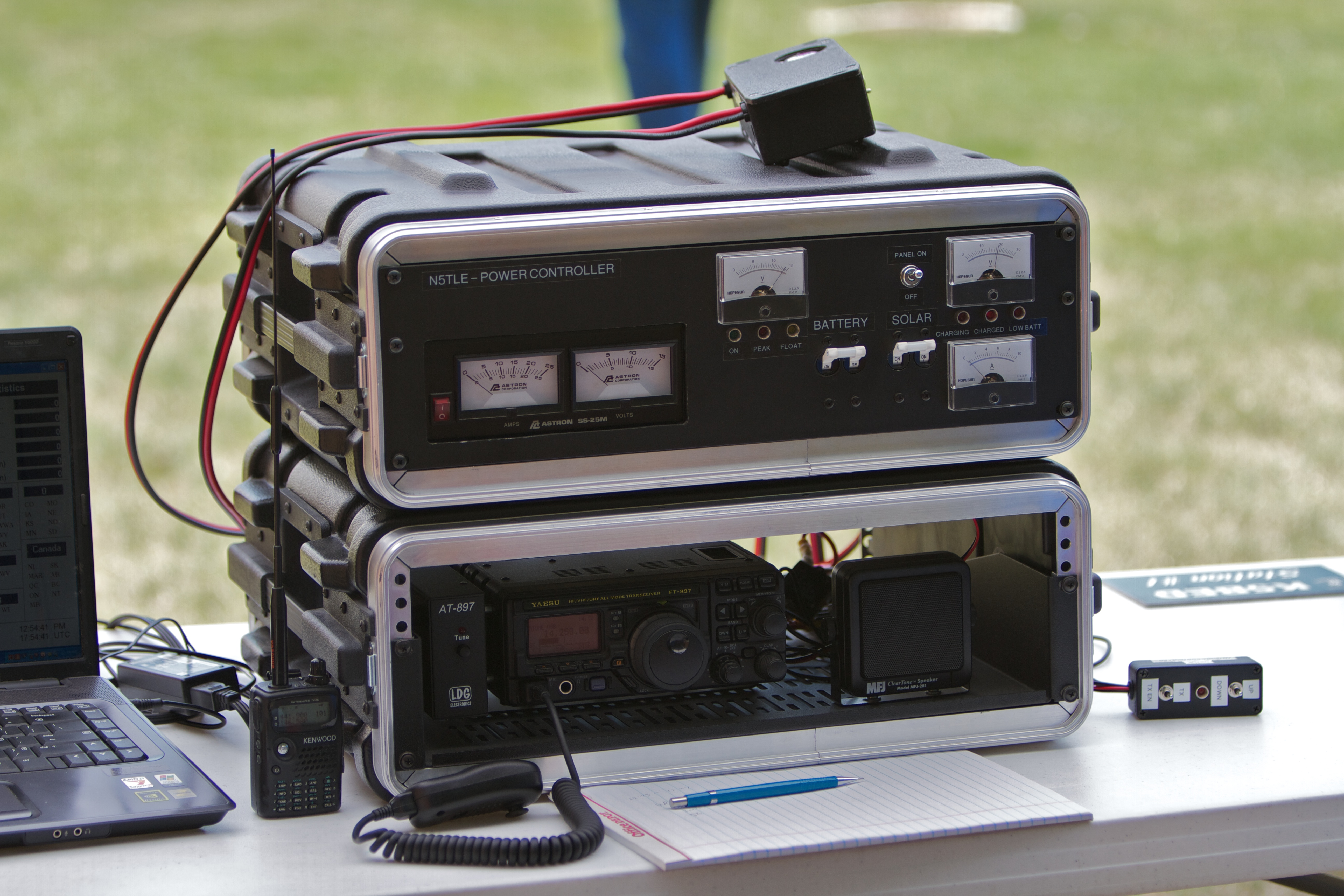
Robuste émetteur-récepteur HF radiotéléphonique.

L'antenne T2FD est bien adaptée comme antenne transportable. Dans cette application, l'antenne est démontable et remontable à volonté, les déplacements s'effectuant avec l'antenne démontée. 

L'installation est rapide, un seul grand pylône est utilisé, l'autre est d'une hauteur de 2 mètres. L'antenne fonctionne depuis le fond d'une vallée.       
L'antenne est utilisable pour les radiotélécommunications de secours en cas d'urgence et de catastrophe sur une panne de réseau VHF et UHF.
L'antenne est insensible à l'environnement (contrairement à l'antenne long-fil monopôle ou l'antenne en dipôle. 
L'antenne est érigée en position oblique ou horizontale seulement 2 mètres au-dessus du sol et pour la partie la plus haute, la fixation est contre un pylône, un arbre, un bâtiment, un pylône d'antenne VHF UHF, à un câble allant d'un poids au sol au Cerf-volant porte antenne ou au Ballon porte antenne.    
L'antenne T2FD est adaptée pour les liaisons de faible capacité de radiocommunication du type A avec des émetteurs-récepteurs conçus pour ce type de communications. Les équipements doivent être transportables, à ondes hectométriques et décamétriques et à semi-conducteurs pour des raisons de fiabilité et de consommation d'énergie. Par exemple, une station terminale de 20 W à 100 W à bande latérale unique (BLU) à semi-conducteurs et fonctionnant dans une bande limitée, par exemple entre 2 MHz et 8 MHz, et équipée d'une antenne T2FD, peut avoir une portée de 2 000 km suivant les conditions météorologiques, de propagation et de relief de terrain.

Le système, exploité en mono-fréquence tactique (sans relais), avec un synthétiseur de fréquences pour assurer un choix rapide et étendu de fréquences en présence de brouillage et pour faciliter l'établissement de la liaison en cas d'urgence, doit pouvoir permettre une autonomie de 24 heures à partir d'une batterie standard (en supposant que l'émetteur ne soit pas employé de façon intensive). On peut charger la batterie à partir d'une génératrice montée sur un véhicule et tous les éléments peuvent être transportés à la main en terrain difficile.

## La construction

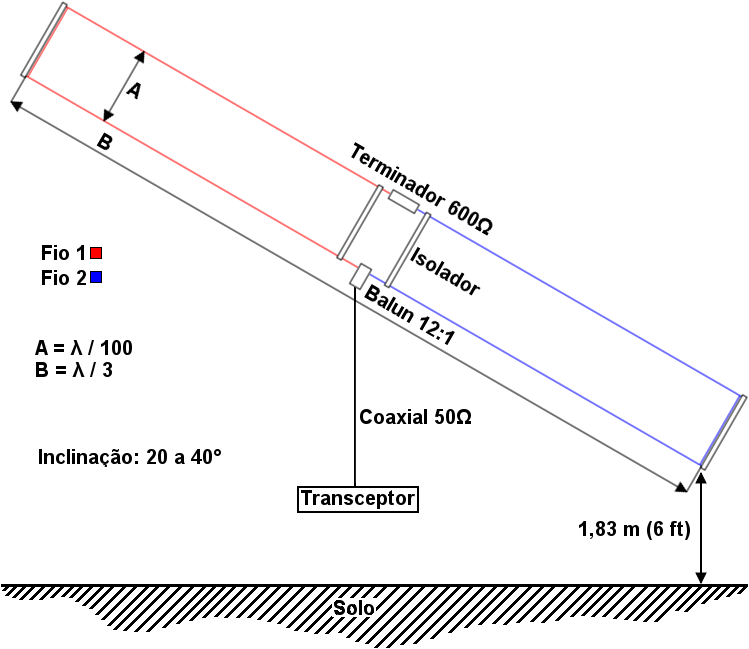
Schéma de l'antenne T2FD W3HH.

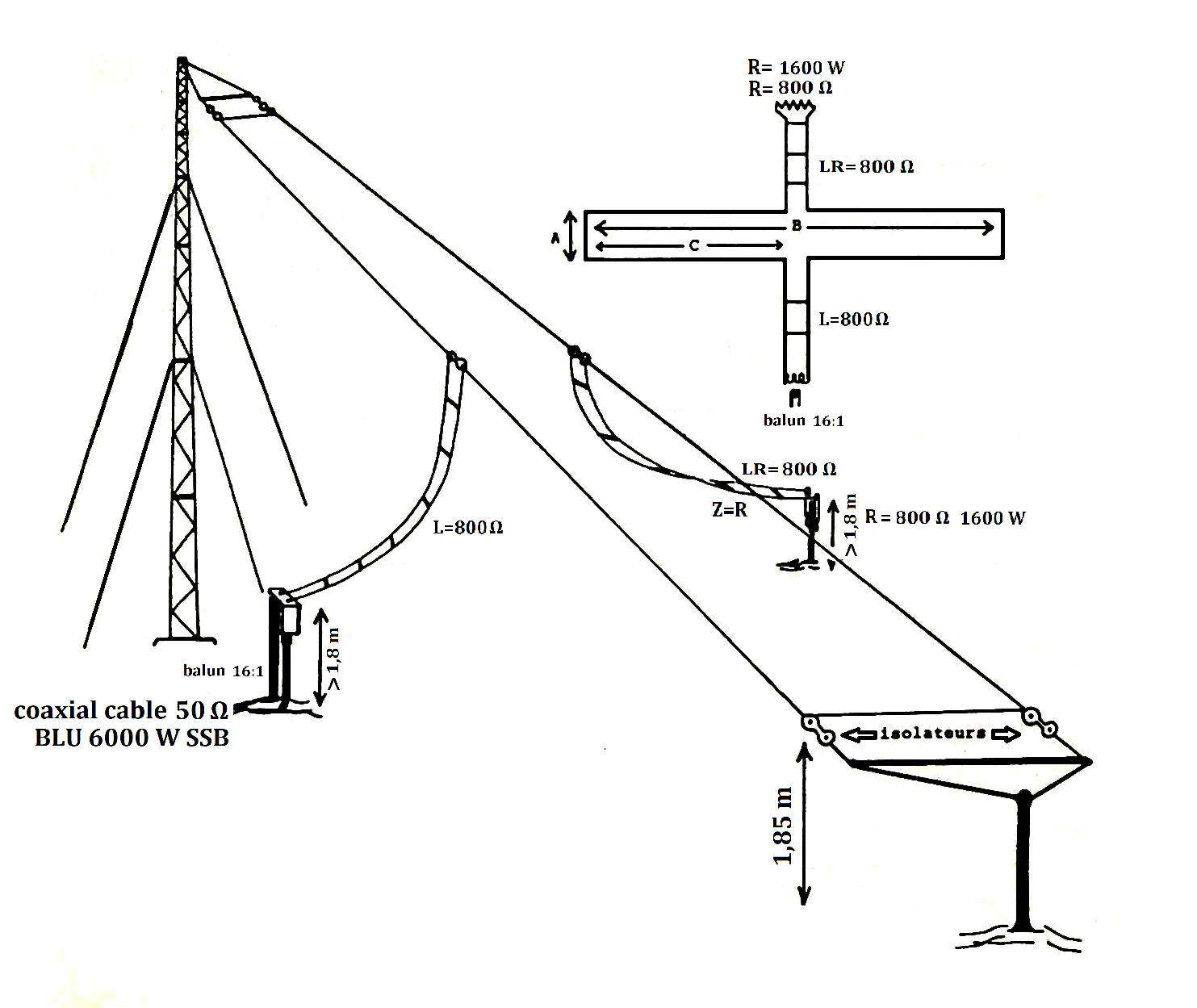
Schéma de l'antenne apériodique T2FD d'une puissance de 6 kW en bande latérale unique pour station utilitaire. Le symétriseur a un rapport de 16:1, transformant ainsi le coaxial de 50 ohms en une alimentation de 800 Ω à l'antenne. La charge de la résistance est également de 800 ohms, non inductive. Cela permet à l'impédance de l'antenne d'osciller de 400 à 1600 Ω sur la plage de fréquences prévue et de maintenir ainsi le ROS entre 1:1 et 2:1 (donc l'émetteur est sans boite de couplage). Le rendement électrique est inférieur à 70 %, le reste de la puissance est converti en chaleur dans la résistance. C(mètres) = 50/F(MHz), A(mètres) = 3/F(MHz), B = 2 x C. R = 800 Ω (pour présenter 800 Ω au symétriseur un rapport de 16:1). Angle au sol 20 à 40°. Le câble 50 Ω est traversé par une intensité en pointe de 11 A et une tension en pointe de 550 V.

Une antenne T2FD typique est conçue de deux conducteurs à fils parallèles : longue de près d'une demi-longueur d'onde de la plus basse fréquence requise. La distance entre les conducteurs supérieur et inférieur est égale à 1/100 de la longueur d'onde. Cette distance est maintenue par un certain nombre de barreaux isolants. Au moins deux barreaux aux extrémités sont attachés à des cordes non conductrices, qui à leur tour sont attachées à des supports. Les extrémités supérieure et inférieure des conducteurs sont connectées aux extrémités, par des sections de fil qui suivent les barreaux d'extrémité. Alimenté au milieu du conducteur inférieur, avec une impédance de l'ordre de 300 Ω, équilibrée, à travers un balun standard 4:1. Ceci fournit une adaptation acceptable à toutes les fréquences au câble coaxial de 75 Ω couramment disponible. Terminé au milieu du conducteur supérieur avec une résistance non inductive de 400-480 Ω, conçue pour absorber en toute sécurité au moins ⅓ de la puissance d'émission appliquée. La résistance absorbe une partie croissante de la puissance HF (capturée dans l'air ou fournie par un émetteur) lorsque la fréquence de fonctionnement approche de la limite inférieure de la plage de conception. La résistance peut être construite de groupements de résistances de 1 W chacune pour dissiper 1 600 W. Pour la rendre grossièrement omnidirectionnelle, l’antenne est idéalement inclinée à un angle de 20 à 40 degrés par rapport à l'horizontale, mais fonctionnera également de manière satisfaisante si elle est montée horizontalement, à condition qu'elle soit tirée sur une ligne raisonnablement droite. L'antenne B & W AC3-30 disponible dans le commerce varie de 3 à 30 MHz avec une longueur de 27,5 m avec un espacement de 45,72 cm des fils. Le symétriseur a un rapport de 16:1, transformant ainsi le coaxial de 50 ohms en une alimentation de 800 Ω à l'antenne. La charge de la résistance est également de 800 ohms, non inductive. Cela permet à l'impédance de l'antenne d'osciller de 400 à 1 600 Ω sur la plage de fréquences prévue et de maintenir ainsi le ROS à l'émetteur 2:1 ou moins. Avec un faible rendement électrique (jusqu'à 30 % de la puissance arrivant dans l'antenne est convertie en chaleur dans la résistance), les antennes en résonance, en vibration électrique spécifiquement conçue pour les bandes de fréquences, ou directionnelles sont plus performantes et de taille relativement modeste.

## Les applications et les inconvénients
Une antenne telle que celle décrite ci-dessus est utilisable pour une communication à la fois locale et à longue et moyenne distances sur une gamme de fréquences d'environ 1:6. Par exemple, une antenne pour la partie inférieure de l'onde courte (disons 3-18 MHz) aura une longueur d'environ 33 m (110 pieds), avec des conducteurs espacés de 1 m (3,3 pieds). Pour la partie haute de l'onde courte (5-30 MHz), cette antenne aura une longueur d'environ 20 m (66 pieds), avec un espacement de 60 cm (24 pouces). Si ces longues portées ne peuvent pas être prises en charge, les antennes plus petites offriront toujours des performances de réception uniquement inférieures à la moitié de leur fréquence de conception minimale.
Cependant, les performances d'émission se dégradent rapidement en dessous d'un certain point. Les tests effectués par le Dr John Belrose ont montré que, bien que sa longueur soit proche d'une antenne demi-onde de 80 mètres (3,5-3,8 MHz), l'antenne T2FD commence à subir de graves pertes de signal à la fois en émission et en réception en-dessous de 10 MHz. Avec les signaux de -10 dB dans bande de 80 mètres (3,5-3,8 MHz) avec la référence à 10 MHz.
En tant qu'antenne apériodique à large bande, l'antenne T2FD affichera normalement un rapport d'ondes stationnaires ROS (SWR) : 
- Le ROS<3 en basse impédance, nécessite une boite de couplage pour fonctionner avec un émetteur à ondes courtes, à certaines fréquences, l'élément de charge peut être modérément réactif, de sorte que l'utilisation d'un syntoniseur d'antenne peut être nécessaire lors de l'utilisation d'émetteurs à semi-conducteurs modernes à tout ce qui s'approche de leur puissance nominale.
- Et le ROS<2 en haute impédance donc raisonnablement bas sur toute sa gamme de fréquences l'émetteur alimente directement l'antenne, le changement de fréquence est immédiat. En outre, le faible ROS ne signifie pas une efficacité d'antenne élevée. Cette antenne n'est pas recommandée pour ceux qui veulent faire des contacts avec des signaux faibles.

Un dipôle conventionnel pour la fréquence utilisée, alimenté avec une ligne d'échelle ou un câble coaxial, couplé avec une boite de couplage d'antenne donnerait de meilleurs résultats que l'antenne T2FD sur la bande de fréquences HF.
En réception l'antenne T2FD est très appréciée pour son faible niveau de bruit, comparée à  l'antenne verticale le bruit atmosphérique et le bruit radio dans la zone de convergence intertropicale  sont atténués et l'ont rendu très populaire sous les tropiques et dans le monde professionnel des radiocommunications ondes courtes et pour la bande 1,605 MHz à 9 MHz.
De nombreuses versions commerciales prêtes à l'emploi de l'antenne T2FD W3HH sont disponibles sur les marchés : professionnels, marine, militaire, radio amateur et de l'écoute.